# Mühlenrade
Mühlenrade est une commune allemande de l'arrondissement du duché de Lauenbourg, Land de Schleswig-Holstein.

## Géographie
Mühlenrade se situe à onze kilomètres au nord de Schwarzenbek.

## Histoire
Le village est mentionné pour la première fois en 1238.